# Дуби братів Місулів
Дуби братів Місулів — вікові дерева, ботанічна пам'ятка природи місцевого значення в Україні.

## Розташування
Зростають у селі Байківці Тернопільського району Тернопільської області, в межах хутора Гаї Чумакові на вулиці Братів Місулів.

## Пам'ятка
Оголошені об'єктом природно-заповідного фонду рішенням Тернопільської обласної ради від 18 березня 1994. Перебувають у віданні громадянки Галини Карпівни Бобівник.

## Характеристика
Площа — 0,0242 га.
Під охороною — два дуби віком близько 300 р. та діаметром 100 і 90 см, цінні в історичному, науково-пізнавальному й естетичному значеннях. Розгалуження гілок починається на висоті 3-4 м. Зростають на відкритому місці на віддалі 6 м один від одного.

## Світлини

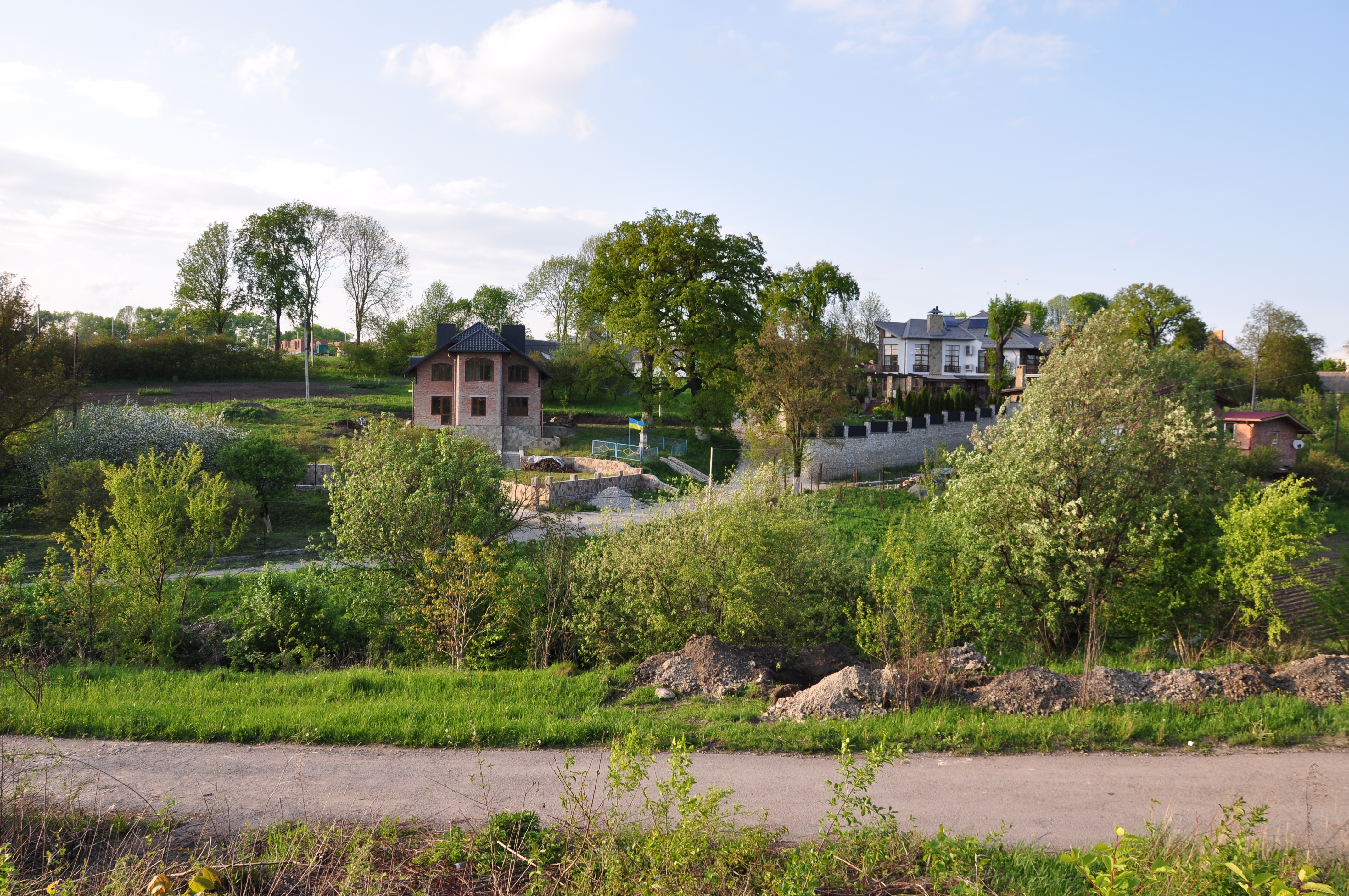
Вигляд на дуби з півдня
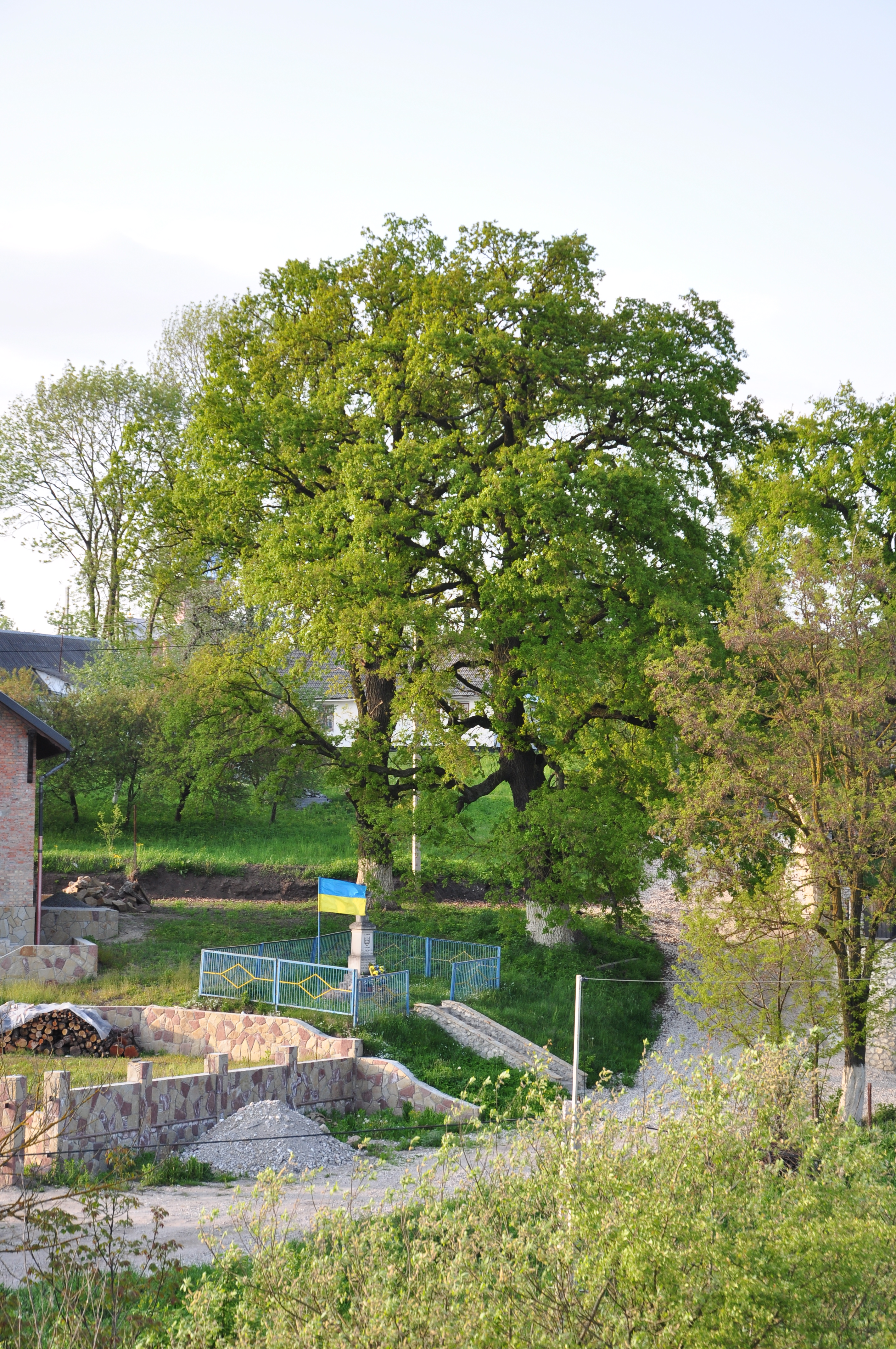
Вигляд на дуби з півдня
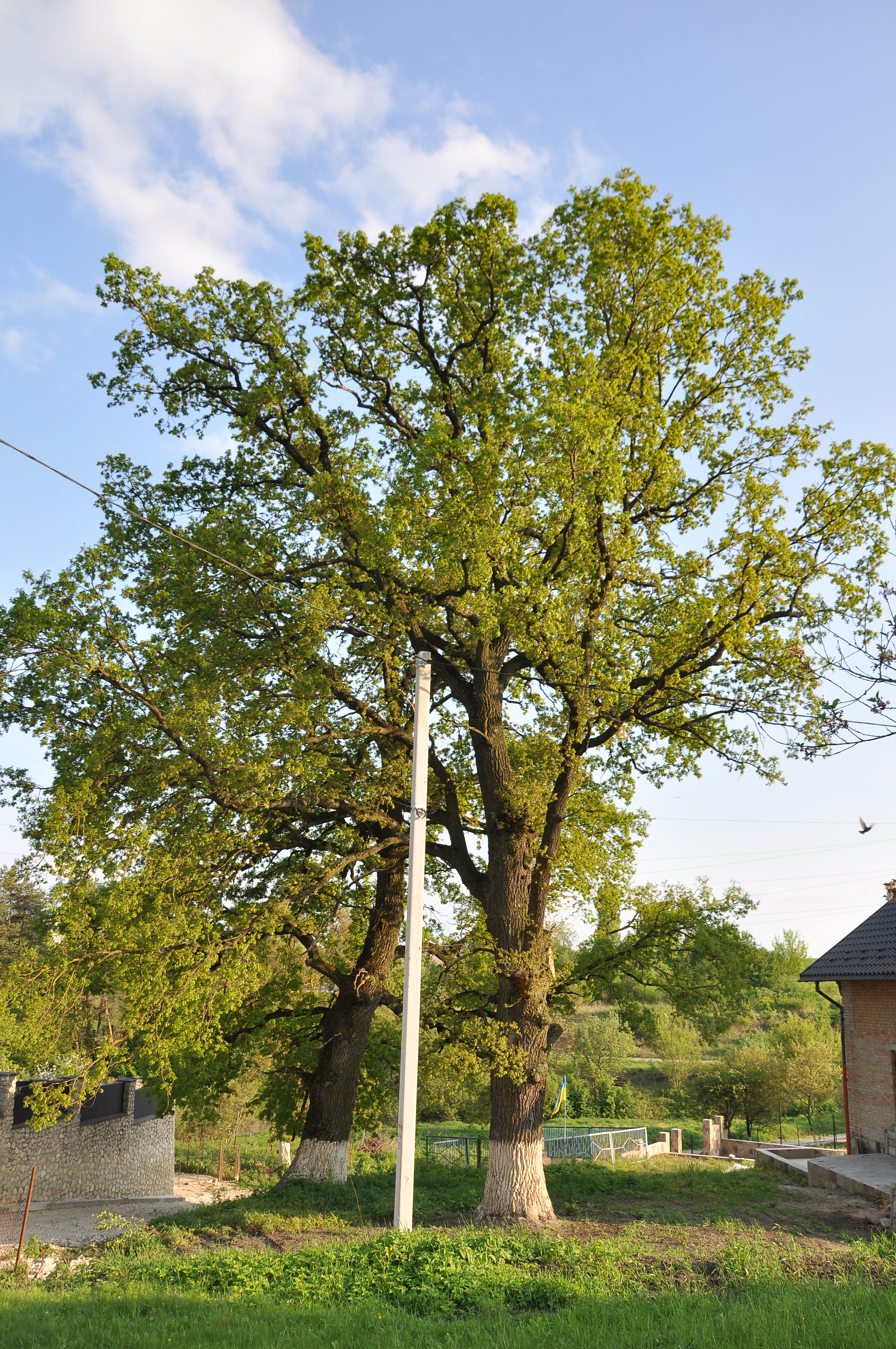
Вигляд на дуби з півночі
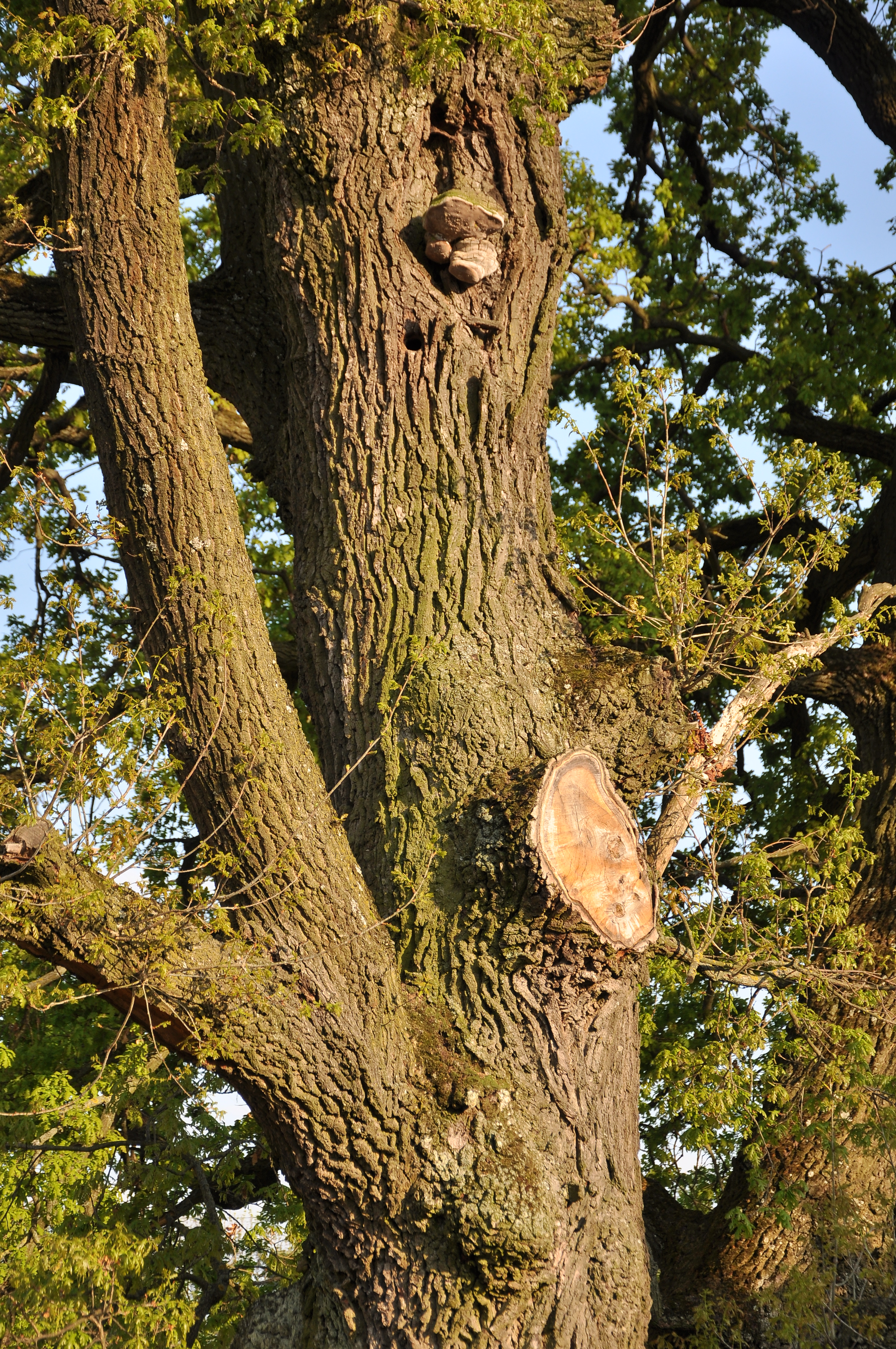
Стовбур одного з дубів
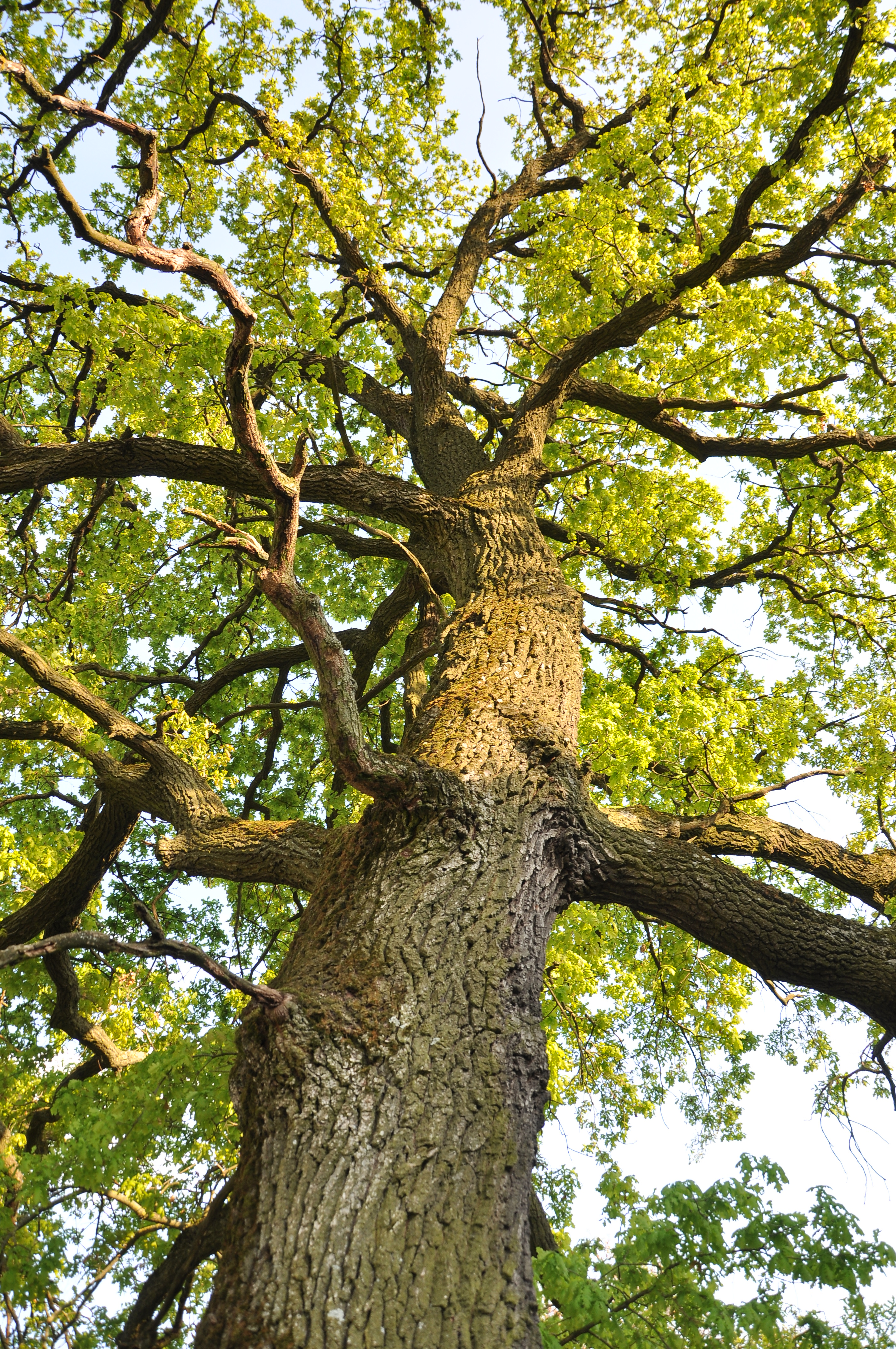
Крона одного з дубів
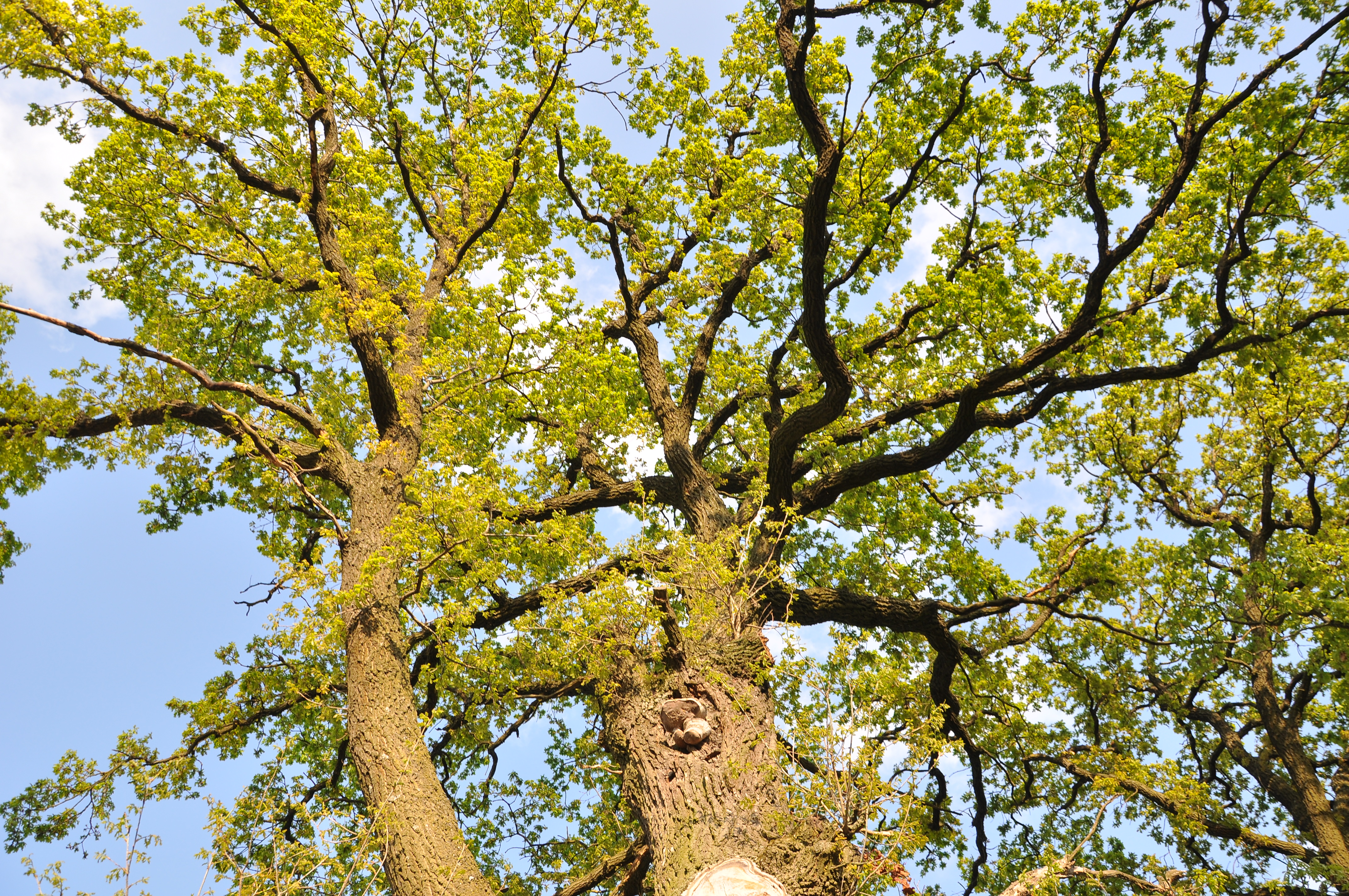
Крона одного з дубів